# Genista millii
Genista millii är en ärtväxtart som beskrevs av Pierre Edmond Boissier. Genista millii ingår i släktet ginster, och familjen ärtväxter. Inga underarter finns listade i Catalogue of Life.